# Park Sacré Coeur
Park Sacré Coeur leží na pražském Smíchově. Park byl založen 29. srpna 1872 na místě bývalé vinice jako součást nově vystavěného dívčího kláštera Sacré Coeur. Nachází se na kopci nad Kartouzskou ulicí a obchodním centrem Nový Smíchov. Je přístupný mostem po pěší z obchodního centra, pěšinou z Drtinovy a cestou z Kobrovy ulice. Z jeho návrší je výhled na Smíchov a část Prahy na pravém břehu Vltavy. Nachází se zde dětské hřiště a minizoo stanice přírodovědců DDM hlavního města Prahy.